# Amerikaans voetbalkampioenschap 1984
In 1984 werd het laatste seizoen van de North American Soccer League gespeeld. Chicago Sting werd voor de tweede maal kampioen.
Ook in 1984 werd het eerste seizoen van de nieuw opgerichte United Soccer League gespeeld. Fort Lauderdale Sun wordt voor het eerst kampioen.

## North American Soccer League

### Eindstand
| Plaats | Eastern Division       | Wed. | W  | V  | DV | DT | Ptn |
| ------ | ---------------------- | ---- | -- | -- | -- | -- | --- |
| 1.     | Chicago Sting          | 24   | 13 | 11 | 50 | 49 | 120 |
| 2.     | Toronto Blizzard       | 24   | 14 | 10 | 46 | 33 | 117 |
| 3.     | New York Cosmos        | 24   | 13 | 11 | 43 | 42 | 115 |
| 4.     | Tampa Bay Rowdies      | 24   | 9  | 15 | 43 | 61 | 87  |
| Plaats | Western Division       | Wed. | W  | V  | DV | DT | Ptn |
| 1.     | San Diego Sockers      | 24   | 14 | 10 | 51 | 42 | 118 |
| 2.     | Vancouver Whitecaps    | 24   | 13 | 11 | 51 | 48 | 117 |
| 3.     | Minnesota Strikers     | 24   | 14 | 10 | 40 | 44 | 115 |
| 4.     | Tulsa Roughnecks       | 24   | 10 | 14 | 42 | 46 | 98  |
| 5.     | Golden Bay Earthquakes | 24   | 8  | 16 | 61 | 62 | 95  |

Notities
- Gelijkspel bestond niet in de North American Soccer League.
- De puntentelling:
  - Overwinning: 6 punten
  - Overwinning na shootout: 1 punten
  - Verlies na shootout: 0 punt
  - Verlies: 0 punten
  - Doelpunten tegen (maximaal 3 punten per wedstrijd): -1 punten

### Playoffs
| Halve Finale     | Halve Finale        | Halve Finale  |
| Team 1           | Team 2              | Uitslag       |
| ---------------- | ------------------- | ------------- |
| Chicago Sting    | Vancouver Whitecaps | 0-1, 3-1, 4-3 |
| Toronto Blizzard | San Diego Sockers   | 2-1, 1-0      |
| Finale           |                     |               |
| Team 1           | Team 2              | Uitslag       |
| Chicago Sting    | Toronto Blizzard    | 2-1, 3-2      |

## United Soccer League

### Eindstand
| Plaats | Southern Division      | Wed. | W  | G | V  | DV  | DT | Ptn | %    |
| ------ | ---------------------- | ---- | -- | - | -- | --- | -- | --- | ---- |
| 1.     | Fort Lauderdale Sun    | 24   | 15 | 0 | 9  | 53  | 34 | 122 | .625 |
| 2.     | Charlotte Gold         | 24   | 11 | 0 | 13 | 105 | 59 | 105 | .458 |
| 3.     | Jacksonville Tea Men   | 24   | 11 | 0 | 13 | 46  | 50 | 98  | .458 |
| Plaats | Northern Division      | Wed. | W  | G | V  | DV  | DT | Ptn | %    |
| 1.     | Buffalo Storm          | 24   | 11 | 0 | 13 | 48  | 41 | 96  | .458 |
| 2.     | New York Nationals     | 24   | 10 | 0 | 14 | 32  | 53 | 84  | .417 |
| 3.     | Rochester Flash        | 24   | 7  | 0 | 17 | 27  | 49 | 65  | .292 |
| Plaats | Western Division       | Wed. | W  | G | V  | DV  | DT | Ptn | %    |
| 1.     | Oklahoma City Stampede | 24   | 15 | 0 | 9  | 55  | 42 | 127 | .625 |
| 2.     | Houston Dynamos        | 24   | 13 | 0 | 11 | 54  | 38 | 112 | .542 |
| 3.     | Dallas Americans       | 24   | 14 | 0 | 10 | 37  | 34 | 110 | .583 |

Notities
- Gelijkspel bestond niet in de United Soccer League.
- De puntentelling:
  - Overwinning: 5 punten
  - Overwinning na shootout: 2 punten
  - Verlies na shootout: 1 punt
  - Verlies: 0 punten

### Playoffs
De playoffs worden gespeeld door de kampioenen van de divisies. De vierde plek (Wildcard) wordt vergeven in een onderling duel tussen de twee teams met de hoogste percentages in alle drie de divisies.
| Wildcard            | Wildcard               | Wildcard      |
| Team 1              | Team 2                 | Uitslag       |
| ------------------- | ---------------------- | ------------- |
| Houston Dynamos     | Dallas Americans       | 2-1           |
| Halve Finale        |                        |               |
| Team 1              | Team 2                 | Uitslag       |
| Houston Dynamos     | Oklahoma City Stampede | 3-1, 2-1      |
| Fort Lauderdale Sun | Buffalo Storm          | 3-0, 5-1      |
| Finale              |                        |               |
| Team 1              | Team 2                 | Uitslag       |
| Fort Lauderdale Sun | Houston Dynamos        | 1-2, 2-1, 3-0 |